# Estudo Transcendental n.º 12

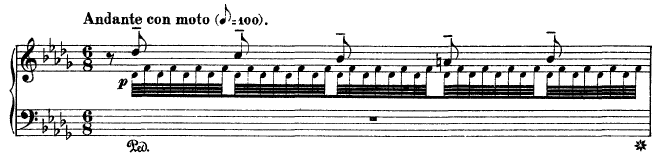
O primeiro compasso do Estudo Transcendental n.º 12

O Estudo Transcendental Nº12 "Chasse-neige" (vento impetuoso que carrega uma torrente de neve, ou simplesmente "tempestade de neve") é o décimo segundo (e último) dos Estudos Transcendentais de Franz Liszt. É um Estudo para prática de tremolos, mas contém várias outras dificuldades como saltos longos e escalas cromáticas em alta velocidade, sem mencionar notas muito suaves que entram no meio de outras. É provavelmente o Estudo mais difícil se o Feux Follets não for levado em conta. A peça vai aos poucos aumentando a intensidade, e no seu clímax se encontra em alta tensão e força, mas gradualmente vai diminuindo novamente, terminando com dois acordes de si menor.
Ferruccio Busoni dizia que, de todas as músicas que tentaram "imitar" algo (a exemplo das Quatro Estações de Antonio Lucio Vivaldi), esta é a que melhor conseguiu fazer isso.